# Pablo Andrés Iglesias
Pablo Andrés Iglesias (Aguilar de Campoo, 14 de enero de 1987) es un deportista español que compite en piragüismo en la modalidad de aguas tranquilas.
Ganó dos medallas de oro en el Campeonato Mundial de Piragüismo, en los años 2010 y 2011, y una medalla de bronce en el Campeonato Europeo de Piragüismo de 2009.

## Palmarés internacional
| Campeonato Mundial | Campeonato Mundial     | Campeonato Mundial | Campeonato Mundial |
| Año                | Lugar                  | Medalla            | Competición        |
| ------------------ | ---------------------- | ------------------ | ------------------ |
| 2010               | Poznań (Polonia)       | Medalla de oro     | K1 4 × 200 m       |
| 2011               | Szeged (Hungría)       | Medalla de oro     | K1 4 × 200 m       |
| Campeonato Europeo |                        |                    |                    |
| Año                | Lugar                  | Medalla            | Competición        |
| 2009               | Brandeburgo (Alemania) | Medalla de bronce  | K1 4 × 200 m       |